# Apaven
Apaven (en arménien Ապավեն ) est une communauté rurale du marz de Lorri en Arménie. En 2008, elle compte 137 habitants.